# Izabela Angoulêmska
Pogledajte također "Izabela od Gloucestera".
Izabela od Angoulêmea (francuski Isabelle d'Angoulême, [izabɛl dɑ̃ɡulɛm]) (1188. – 31. svibnja 1246.) bila je kraljica Engleske kao druga supruga kralja Ivana bez Zemlje, čija se prva supruga također zvala Izabela. Bila je uključena u urotu protiv Luja IX.

## Životopis

### Prvi brak
Izabela je bila kćerka Aymera od Angoulêmea i Alise od Courtenaya. 24. kolovoza 1200. Izabela se udala za kralja Ivana. 1202. postala je grofica Angoulêmea. Kad se udala, imala je samo 12 godina. Zbog svoje je ljepote uspoređivana s Helenom Trojanskom. Njezina svekrva Eleonora spremno ju je prihvatila kao snahu. Ivan je jako volio Izabelu i s njom provodio više vremena nego što je bilo potrebno.
Ivan i Izabela imali su petero djece - dva sina i tri kćeri.

### Drugi brak
Čim je Ivan umro 1216., Izabela je bila spremna okruniti sina Henrika. Ostavila ga je pod nadzorom Williama Marshala. Vratila se u Francusku.
1220. Izabela se udala za grofa Hugha X. Imala je s njim devetero djece. 
Bila je frustirana činjenicom da je samo grofica. Zajedno sa suprugom urotila se protiv francuskog kralja Luja, a sve zato što ju je njegova majka uvrijedila. Dva su kuhara bila optužena za pokušaj trovanja kralja, te su priznali da ih je nagovorala Izabela. Ona je tada brzo pobjegla u opatiju Fontevraud. Tamo je i umrla, a pokopali su ju u dvorištu. Kad je njezin sin Henrik prolazio i to saznao, bio je šokiran te je naredio da se odmah pokopa u samoj opatiji. Na kraju su je smjestili pokraj njezine svekrve.